# Sapezal
Sapezal is een gemeente in de Braziliaanse deelstaat Mato Grosso. De gemeente telt 15.735 inwoners (schatting 2009).